# Ziri ibn Menad
Pour les articles homonymes, voir Sanhadji.
 (mai 2025).
Ziri ibn Menad (en Arabe :زيري بن مناد) est le fondateur de la dynastie des Zirides, qui a régné dans une partie du Maghreb et d'Ifriqiya durant presque deux siècles et de Zawi, fondateur de la dynastie ziride de Grenade. Il est aussi le père de Bologhine ibn Ziri,

## Biographie
Ziri est le chef d'une tribu berbère de la confédération Sanhadja. Son ascendance telle que décrite par l'historien Ibn Khaldoun au XIVe siècle, remonte jusqu'à Sanhadj (ancêtre des Sanhadja), elle s'établit comme suit : Menad est le fils de Mankush, fils de Senac, dit Sanhadj le Jeune, fils de Ousfaq, fils de Jibril, fils de Yazid, fils de Ouasli, fils de Semlil, fils de Jaafar, fils de Elias, fils de Othman, fils de Sekad, fils de Milkan, fils de Kurt, fils de Sanhadj dit le grand.
Les fils de Milkan avaient pour habitat la région centre de l'Algérie actuelle, en allant de M'Sila à Alger, Médéa et Miliana
Ziri a été gouverneur d'une partie de l'Ifriqiya et du Maghreb central au nom des Abbassides, et qu'il a eu cette autorité par les Aghlabides la dynastie régnante en Ifriqiya pour le compte du califat abbasside de Bagdad. Il est également cité comme « émir des Sanhadja » au Maghreb central sous les Fatimides.
Selon Ibn Khaldoun, le père de Ziri ibn Menad, Manād ibn Manqūs : « régna sur une partie de l’Ifrīqiya et du Maghreb Central au temps des Abbasides, sous l’autorité des Aghlabides. Il eut pour successeur, son fils, Zīrī Ibn Manād, qui se distingua comme l’un des plus grands rois berbères ». Or, il n'existe pas de source pour décrire cet émirat sanhadja commandé par Manād (et accessoirement la branche talkata) durant la période aghlabide. La thèse de Hady Roger Idris, confirme ce manque d’éléments sur le territoire des sanhadja à la chute des Aghlabides et privilégie le constat selon lequel ils sont bien installés « au moins à l'ouest du Maghreb central»,. 
Selon Ibn Athir — cité par les travaux de Hady Roger Idris —à la chute des Aghlabides en 909, les Telkatas (Sanhajas) étaient commandés par Menad Ibn Manqus (père de Ziri ibn Menad), et était alors le souverain de qalʻat Manādiyya, près de Sijilmassa. Cette hypothèse semble confirmée par Al Bakri.
Quand les Fatimides sont parvenus à établir leur domination sur l'Ifriqiya, Ziri passe de leur côté à cause des liens attachant sa famille à celle d'Ali ibn Abi Talib, dont les Fatimides réclament. Il se montre un de leurs partisans les plus dévoués. Il prouve sa bravoure en luttant contre les tribus kharidjites (Maghraouas, Banou Ifren, etc.) qui se révoltaient contre le pouvoir fatimide et assiégeait Mahdia et Kairouan. Ziri attaque les Kharidjites et fait passer des secours aux assiégés. Le calife fatimide Al-Mansur remerciera Ziri ibn Menad du service rendu. Ziri peut alors fonder la ville d’Achir pour s’assurer d’une retraite en cas de revers.
Plus tard, quand Al-Mansur assiège Abu Yazid, « l'homme à l'âne » chef des rebelles kharijites, dans sa forteresse de Kiana, Ziri Menad Ziri lui apporte un renfort de troupes et harcèle l'adversaire. Le calife fatimide lui témoignera sa reconnaissance par des honneurs et des présents. Après la mort d'Abu Yazid en août 947, Ziri ibn Menad écrase les Maghraouas. Ibn El-Kheir, émir des Maghraouas, se suicide pendant le combat en se jetant sur sa propre épée. Il est remplacé par son fils. Ibn Khaldoun, dira que, même après plusieurs siècles, « les traces des cadavres berbères restaient à la vue des passants ». Toutes les têtes des émirs berbères sont envoyées au calife fatimide Al-Muizz li-Dîn Allah qui se réjouit de sa victoire. Au contraire, Al-Hakam Ier, calife omeyyade de Cordoue et rival du calife fatimide, constate que son autorité vient d'être touchée
Ziri reçoit le gouvernorat de Tahert et son fils Bologhin est autorisé à fonder (ou à restaurer) trois villes : Médéa, Miliana après avoir en chassé les Zénatas, et l'ancienne Icosium en fortifiant et agrandissant le site occupé par les Beni Mezghenna qu'il appelle El-Djazair Beni Mezghenna,, en 960.
La guerre entre les Zirides et les Maghraouas continue. Ziri attaque les Zénatas qui résident dans le Zab fief de Dja`far ibn `Ali. Lorsque le calife fatimide décide de transférer son siège au Caire, il invite Dja`far ibn `Ali à gouverner l'Ifriqiya en son nom. Mais ce dernier, craignant une manœuvre contre lui, s'enfuit et change de camp pour s'allier avec les Maghraouas, et les Omeyyades de Cordoue qui les soutiennent. Du coup, Ziri décide de mater cette révolte, mais en 971 il est vaincu et tué dans une bataille contre les Maghraouas, sa tête est amenée à Cordoue au calife omeyyade Al-Hakam al-Mustansir.
Son fils Bologhine, qui lui succède deviendra gouverneur de l'Ifriqiya en 972 et gouverneur du Maghreb lorsque les Fatimides transfèrent leur cour de Mahdia en Tunisie au Caire en Égypte.